# Everybody's Perfect
Everybody's Perfect — Geneva International Queer Film Festival — est un festival de cinéma international portant sur les minorités LGBTIQ* fondé en 2010 à Genève en Suisse. Sylvie Cachin en est la directrice depuis 2018.

## Historique
Agnès-Maritza Boulmer et Pierre Biner fondent le festival fin 2009, pour une première édition à la fin 2010 avec l'association Le Gai Savoir. Une première édition voit le jour en 2010, expérience reconduite en 2012. Le festival est soutenu et financé en partie par la ville de Genève. Christophe Auboin et Agnès-Maritza Boulmer en sont les codirecteurs dès 2014, puis cette dernière assume seule l'édition de 2016. Sylvie Cachin en est la directrice depuis 2018

## Éditions du festival
Le festival, après une première édition en 2010, est suivi d'une deuxième édition du 19 au 30 septembre 2012 puis en octobre 2014 et octobre 2016, atteignant un niveau européen et mondial avec notamment une belle association avec le festival Chéries-Chéris. Il devient une manifestation annuelle en 2018.

### Édition de 2010
La première édition se tient après les premières Assises sur l’homosexualité à Genève en 2009, et fait suite à un premier festival de film gay de 1978 nommé Cinéma et homosexualité,. Soixante-dix films sont présentés, regroupés en neuf thématiques — l'amour, les religions, le sida, les droits humains, mais aussi les questions d'homoparentalité et les questions d'identités genrées.
Les films Anders als die Anderen (1918) et Jeunes Filles en uniforme (1931) de Leontine Sagan sont diffusés. Il s'agit des premiers films gays et lesbiens du cinéma, deux films allemands. Le film Venus Boyz, de Gabriel Baur est à l'affiche sur la question des drags kings, ainsi que le court métrage de La Chocha Broute-minou à Palm Springs au milieu de bien d'autres.
Edouard Waintrop dirige le cinéma du Grütli en 2010 et soutient la tenue du festival. 

### Édition de 2012
Alors que la première édition était plus destinée à un public issu de la communauté LGBTIQ, la deuxième, du 21 au 30 septembre 2012, se tourne également vers un public hétérosexuel.
L'édition de 2012 propose également une rétrospective, avec la seconde projection de l'un des premiers films gays de l'histoire du cinéma, Anders als die Andern, réalisé en 1919 par Richard Oswald, accompagné d'un pianiste et d'un récitant, Pierre Biner[réf. nécessaire].

### Édition de 2014
En 2014 a lieu la troisième édition du festival du 19 au 28 septembre 2014, mettant à l'affiche plus de 130 films de 22 pays, des documentaires, des fictions, des courts et longs métrages. L'accent est mis sur les droits humains, ainsi que l'homophobie d'État en Ouganda, en Ukraine et en Russie, avec la projection du film Stand de Jonathan Taieb. Dans ce cadre est également projeté In the Name of Christ de Peter Friedman, film documentaire réalisé avec des fragments de films glanés sur internet décrivant l'influence des évangélistes dans le développement de l'homophobie d'État.
La thématique de la lutte contre le sida donne lieu à une soirée spéciale, avec la présence de Michel Bourrelly de Aides France, qui présente Passeurs de Pamela Varela. Le film Fire in the blood (en) de Dylan Mohan Gray (en) est également projeté. Ce film décrit l'obstruction des grands laboratoires pharmaceutiques pour l'accès des pays du Sud aux traitements du sida par antirétroviraux.
Le festival rend également hommage à Marlon Riggs et son film Tongues Untied (en) qui décrit la problématique intersectionnelle spécifique des gays noirs entre racisme et homophobie.

### Édition de 2016
La quatrième édition du festival se tient du 14 au 22 octobre 2016,. Hervé-Joseph Lebrun en établit la programmation. Une attention spéciale est portée à la situation en Turquie,, où Hande Kader vient alors d'être assassinée.
Le film documentaire Coming In de Marlies Demeulandre est projeté. Le film aborde la problématique des personnes LGBTIQ dans le monde professionnel en France.
L'artiste Paul Harfleet est l'invité du festival, afin de présenter The Pansy Project, un projet visant à réaliser la version genevoise de l'aventure conceptuelle, une initiative dénonçant les violences homophobes par la plantation de pensées sur les lieux où se sont déroulées des agressions homophobes. Cette performance est reprise par la ville de Genève lors de la journée 2017 de la Journée mondiale contre l'homophobie et la transphobie (IDAHOT), le 17 mai.

### Édition de 2018
En 2018 a lieu la 5e édition du festival,, du 12 au 21 octobre. La nouvelle directrice Sylvie Cachin indique lors d'une interview que le festival souhaite aussi offrir une approche intersectionnelle — déjà présente depuis 2012 au festival — en proposant des films comme Rafiki réalisé au Kenya par Wanuri Kahiu, ainsi que de sortir des constructions binaires des films mettant à l'honneur des thématiques relatives à la transidentité, comme Venus,  ou Saturday Church, comédie musicale sur le thème du voguing.
Le 17 octobre 2018 est présenté en avant-première suisse The Miseducation of Cameron Post, un film de Desiree Akhavan traitant des camps de rééducation chrétiens mettant en place des thérapies religieuses de conversion pour les jeunes LGBTIQ.
Sauvage, un film de Camille Vidal-Naquet, est également diffusé. Le film suit Léo, un jeune travailleur du sexe gay interprété par Félix Maritaud, dans son quotidien avec ses clients. Le réalisateur a suivi de jeunes prostitués du bois de Boulogne durant trois années pour pouvoir documenter la condition précaire de leur vie, leurs pratiques ainsi que leur état de santé.
Rafiki, de Wanuri Kahiu, remporte le Perfect Award du public. Le Perfect Award prix du jury des jeunes 2018 est attribué à Ni d’Ève ni d’Adam, une histoire intersexe, de Floriane Devigne avec mention spéciale à The strange ones de Lauren Wolkstein et Christopher Radcliff,.

### Édition de 2019
Le festival passe en 2019 à un rythme annuel. L'édition de 2019 se tient sur dix jours, du 11 au 20 octobre 2019,,.
Le long métrage Portrait de la jeune fille en feu de Céline Sciamma (France) remporte le Perfect Award du public. Yo, imposible, de Patricia Ortega, (Venezuela) reçoit le Perfect Award du jury des jeunes. Conséquences, de Darko Stante, (Slovénie) est le coup de cœur du jury des jeunes.

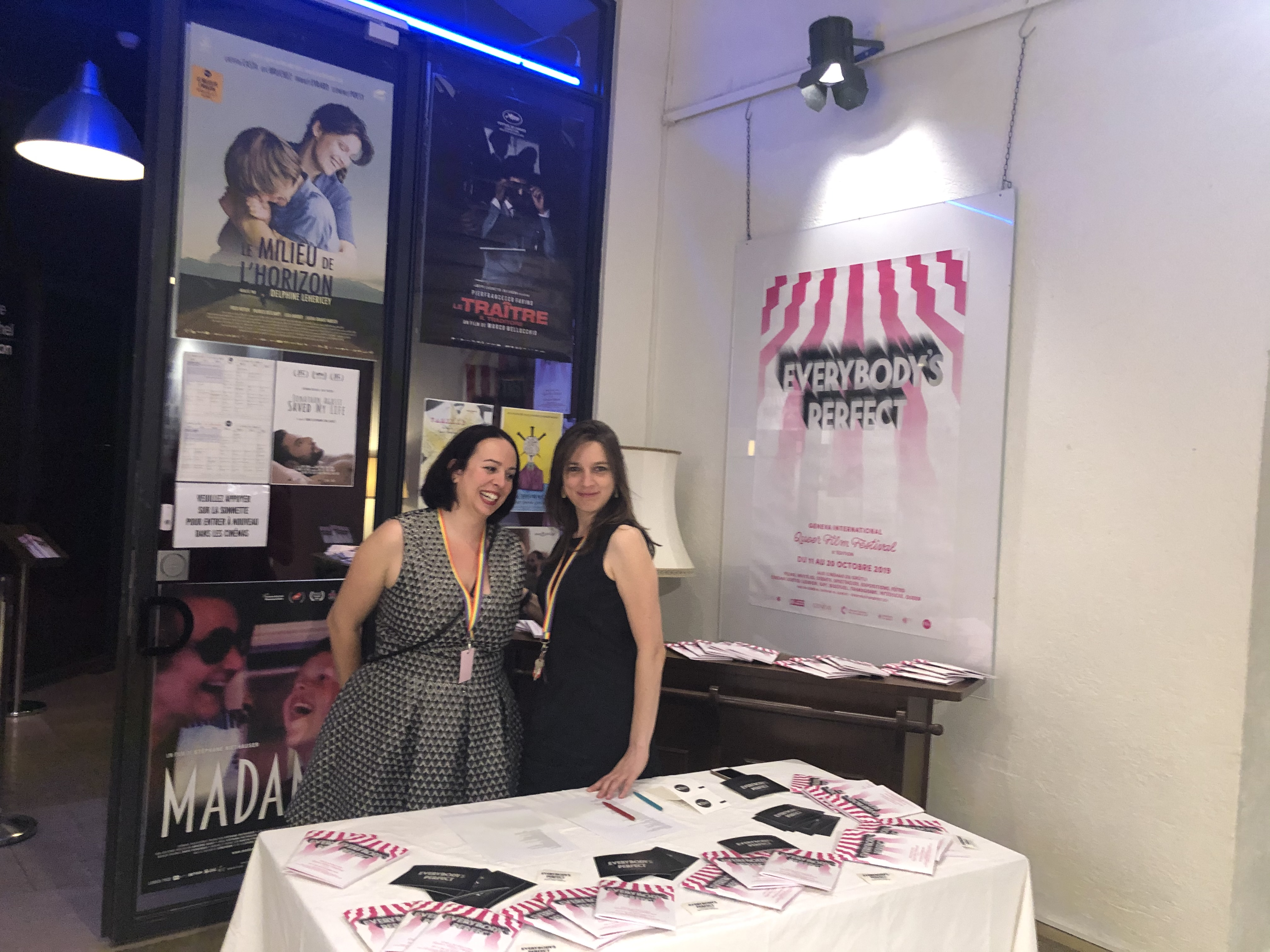
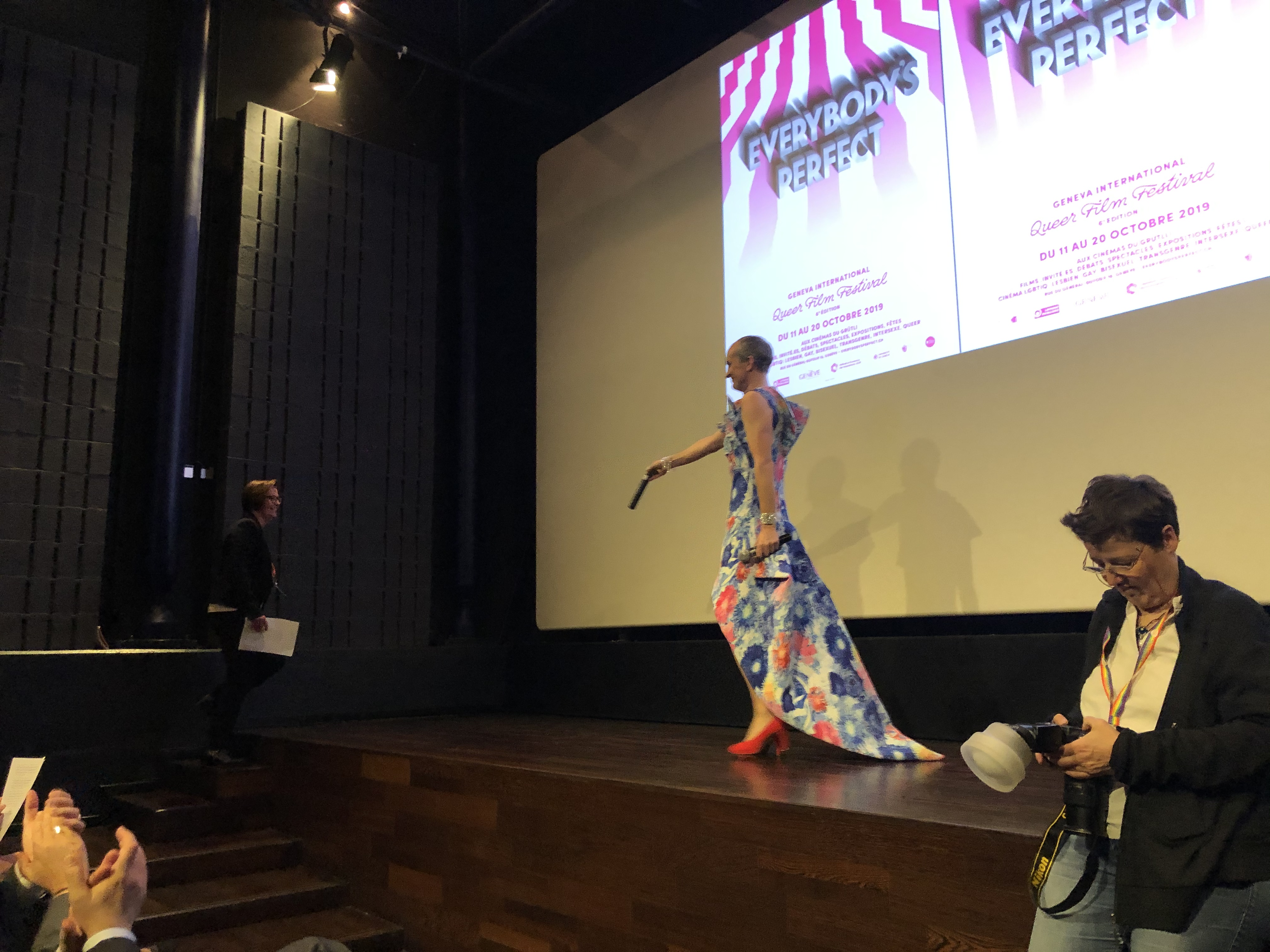
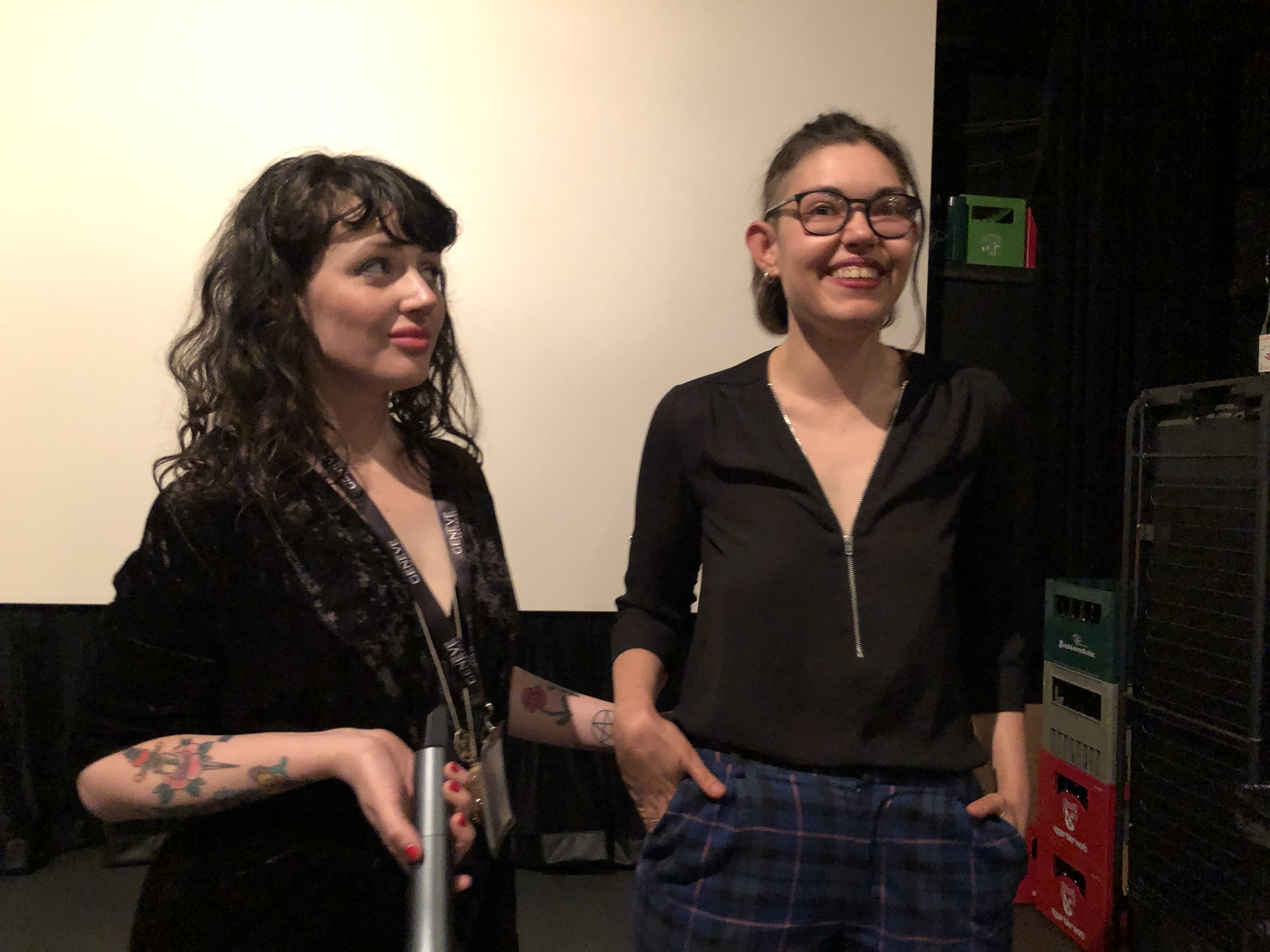
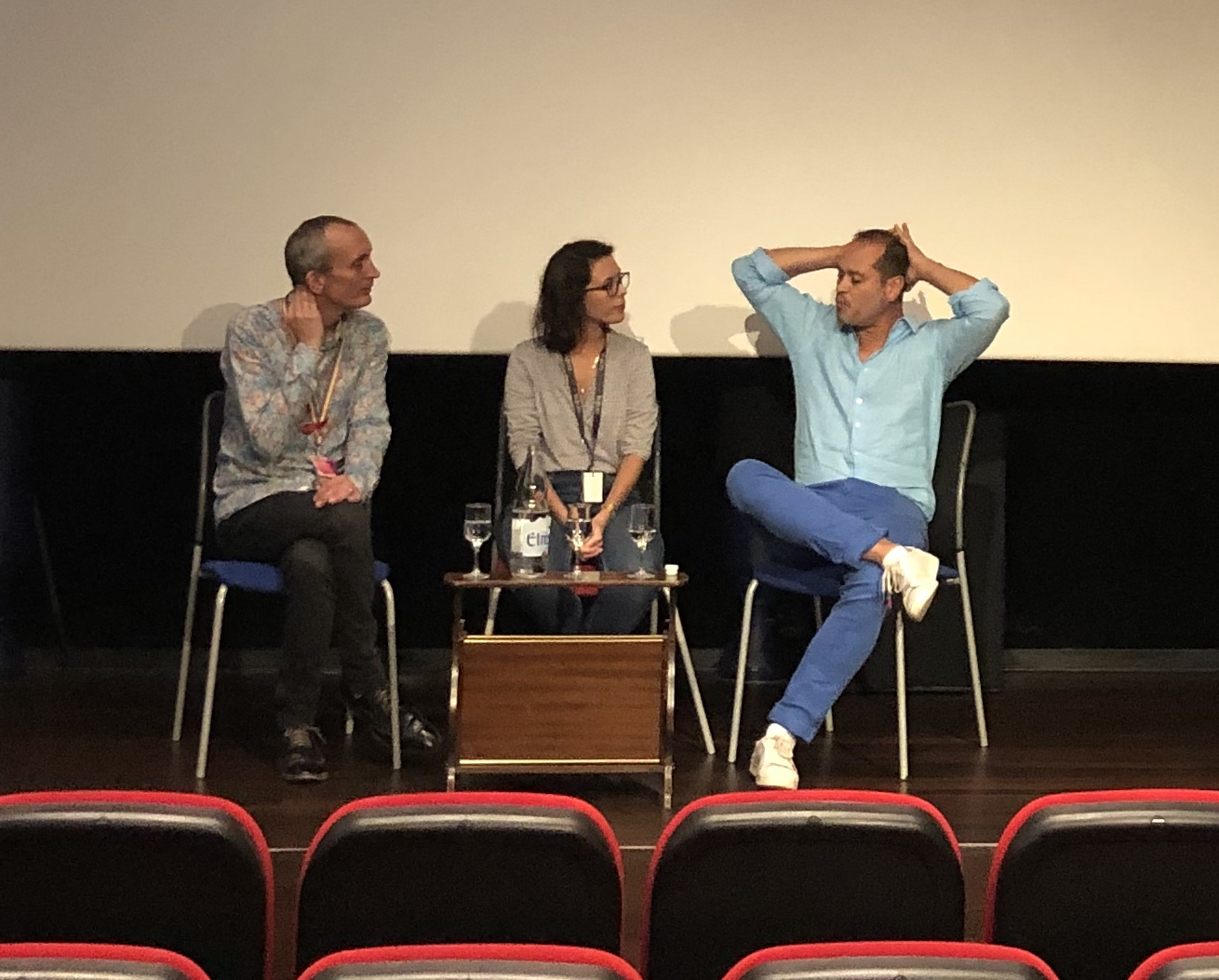

### Édition de 2020
L'édition de 2020 fête le 10e anniversaire du festival et se déroule du 9 au 18 octobre 2020. 

### Édition de 2021
La 8e édition du festival a lieu du 8 au 17 octobre 2021. Là encore, les restrictions sanitaires prévalent mais le festival peut avoir lieu. Le long-métrage Valentina de Cássio Pereira Dos Santos est lauréat du Perfect Award du public. L'actrice du film Thiessa Woinbackk, invitée du festival, vient recevoir son prix sur scène. Le film Petite Nature de Samuel Theis remporte lui le Perfect Award du jury des jeunes et le film Madalena de Madiano Marcheti reçoit une mention spéciale de la part du jury des jeunes.

### Édition de 2023
La 10ème édition du festival projette 28 longs métrages, avec un focus sur la vie de personnes trans : Mutt 24 de Vuk Lungulov-Klotzdont qui retrace 24 heures de la vie de deux personnes trans à New-York, Orlando, ma biographie politique de Paul Preciado, Kokomo City de D. Smith, documentaire américain sur la vie de travailleuses du sexe trans et noires à New York. Blue Jean, de Georgia Oakley retrace l'expérience d'une professeure de sport lesbienne obligée de cacher son homosexualité dasn l'Angleterre de Margereth Thatcher. Le documentaire In Her Words: 2oth Century Lesbian Fiction de Lisa Marie Evans offre une perspective historique de la littérature lesbienne anglophone. Les invités Franck Finance Madureira, qui a fondé la Queer Palm à Cannes, et Bartholomew Sammut, des Teddy Awards à la Berlinale ont offert des activités en marge du festival

### Édition de 2024
La 11e édition se déroule du 4 au 13 octobre 2024, à la maison des arts du Grütli, avec 30 longs métrage à l’affiche. Le thème de cette édition est la « joie lesbienne ». Langue étrangère de Claire Burger est présentée en première suisse. Les films All Shall Be Well, Sem coração (Brésil), My Name Is Andrea sur la vie d'Andrea Dworkin, le documentaire Queering nature). Pour la première fois une soirée de clôture est organisée au Musée d’ethnographie de Genève.
Les films primés durant le festival sont perfect award 2024 sont attribués aux films suivant : Queerying nature de Aline Magrez, Young Hearts d’Anthony Schatteman, Sally de Deborah Craig.